# Temps (physique)
Pour les articles homonymes, voir Temps (homonymie).
En physique, le temps est défini par une mesure : le temps est ce que mesure une horloge. Une horloge, dans le sens physique du terme, est un instrument de mesure fondé sur un phénomène périodique. Les horloges mesurent des  durées, et non un temps absolu, ce concept suffit pour tous les calculs physiques. Le temps est une quantité physique fondamentale — comme la masse, la longueur ou la charge électrique — dénotée par le symbole {\displaystyle t}. En physique classique, non relativiste, c'est une quantité scalaire.
En étudiant la chute des corps, Galilée fut le premier à considérer le temps comme une grandeur quantifiable qui permettait de relier mathématiquement les expériences. C'est  ainsi qu'ayant choisi le temps comme paramètre fondamental, il en déduisit que la vitesse acquise par un corps en chute libre est simplement proportionnelle à la durée de sa chute. La première figuration du temps fut une ligne (puis une ligne orientée dans un seul sens, ou flèche du temps) composée d'une suite d'instants infinitésimaux.
Les interactions de la matière dans l'espace (définis comme phénomènes physiques) nécessitent un degré de liberté (une dimension) : le temps. Ce degré de liberté peut être représenté ou figuré par une dimension d'espace, suivant une correspondance donnée par un déplacement à vitesse constante, tandis que les autres dimensions de la représentation peuvent toujours servir à représenter des dimensions spatiales. Ainsi peut-on figurer dans un plan ce qui a lieu sur une droite au cours du temps par un déplacement de cette droite à vitesse constante, et figurer dans l'espace usuel ce qui a lieu dans un plan au cours du temps.
Ce mode de représentation du temps sous forme spatiale permet de saisir sous certains aspects la manière dont le temps est relié à l'espace en théorie de la relativité, laquelle décrit un continuum de l'espace-temps, suivant les termes d'Einstein. Il est possible d'envisager des longueurs ou des durées aussi petites que l'on veut.

## Le temps en physique et le temps humain
On distingue traditionnellement deux dimensions conceptuelles vis-à-vis du temps. La première peut être qualifiée d'idéaliste : mathématisée, elle correspond au paramètre temps étudié par la science physique. Une autre voie de conceptualisation scientifique est l'exploration de sa perception par l'être humain.
La première de ces deux dimensions, le temps objectif, est affaire de mesure et de grandeur, lesquelles peuvent être définies, soit par rapport à un phénomène périodique, comme le retour du jour et de la nuit, ou la vibration caractéristique d'un atome, soit par une évolution à un taux suffisamment invariable, comme le refroidissement d'un solide dans des conditions bien déterminées, ou la décroissance d'un matériau radioactif. Le repérage par rapport à un phénomène périodique étant plus accessible, il sert de base en général à la mesure du temps. L'unité légale du temps dans le Système international est la seconde (et ses multiples), mais le mouvement périodique servant de base à la définition de cette unité a varié au cours de son histoire.
Le temps subjectif peut, dans une approche introspective, être défini comme l'altération psychologique du temps objectif. En « temps subjectif » les secondes peuvent paraître des heures et les heures, des secondes. La durée (c’est-à-dire l'impression subjective du temps) dépend principalement de l'activité de l'organisme, qui se manifeste à la conscience par des émotions ressenties. Dans les comptes rendus littéraires, le sujet très pris par son activité « ne voit pas le temps passer » ; dans une situation d'attente ou d'ennui on « trouve le temps long ».
La psychologie expérimentale s'est donné pour tâche de préciser la notion humaine du temps. Ses études montrent que l'être humain possède au moins deux sens du temps.
- À très court terme, des systèmes physiologiques probablement basés sur les différences de temps de propagation des flux nerveux à travers un nombre différent de synapses, lui permettent, par exemple, d'identifier les fréquences précises des notes de musique. Ces systèmes ne produisent pas une perception consciente du temps.
- La deuxième, sur une durée de l'ordre de la seconde, permet d'identifier les durées brèves, et notamment les rythmes, ou les motifs comme ceux du code Morse.
- Les durées plus longues que quelques secondes sont liées à l'articulation des évènements entre eux, y compris les évènements purement psychologiques, et ce sont celles qui, identifiées par la littérature, sont le plus variables, à moins qu'elles ne soient structurées par un media qui peut être une chronique, ou une horloge[2].

L'opposition entre temps objectif et temps subjectif ne suffit pas à donner une vue complète de la complexité posée par la conceptualisation du temps. Premièrement, ce qui semblait objectif pour les premiers astronomes – pionniers de l'estimation du temps – s'est révélé bien subjectif, les premières mesures venues[réf. nécessaire]. Par la suite, plusieurs révolutions conceptuelles ont pris le contrepied d'un modèle du temps objectif absolu et indépendant des phénomènes physiques. Ainsi, la relativité de la mesure du temps n'est pas l'apanage de la condition humaine.
Deux domaines des sciences ont des implications profondes avec le temps : la physique et la biologie[réf. nécessaire]. Pour les physiciens, le temps a une importance cruciale dans la formalisation des systèmes et des lois de la Nature. D'abord considéré comme un paramètre, le temps a acquis une stature nouvelle avec la théorie de la relativité. Les biologistes ne peuvent pas non plus ignorer le temps, puisque l'essentiel de l'étude du vivant a affaire avec les interactions dynamiques et les ajustements au cours du temps, quelle que soit l'échelle considérée : de la théorie de l'évolution à la multiplication des microbes, le temps impose son cours. L'étude des différentes conceptualisations du temps en physique est cependant riche d'enseignements généraux et sera abordée en premier.

### Le temps de la mécanique classique
La révolution de la mécanique en Europe, au début du XVIIe siècle transforme les idées aristotéliciennes[réf. souhaitée] pour aboutir au temps « scientifique ». La mécanique dite « classique » issue de la formalisation mathématique du système galiléo-newtonien définit le temps et l'espace comme les éléments indépendants d'un repère inaltérable. Dans ce référentiel, les phénomènes physiques trouvent leur place en tant que produits de lois, qui ont pour cadre le couple d'absolus formé par l'espace et le temps – ce qui constitue une formalisation intuitive de la causalité.
Cette vision du monde physique a constitué un grand changement dans la conceptualisation du temps qui n'est plus considéré comme une qualité mais comme une quantité. Cela est notamment lié au développement considérable de l'horlogerie à partir du Moyen Âge, qui constitue en pratique l'idée de mesure du temps.
C'est la naissance du temps physique construit, grâce au calcul différentiel. Exprimé sous la forme d'un rapport entre deux moments successifs, d'une « transformation invariante », le flux continu qu'est le temps en mécanique classique perd dès lors de sa substance : les lois absolues ne considèrent en effet que les conditions initiales et leur devenir au cours du temps désormais mathématisé.

### Le temps de la relativité générale
À l'époque du modèle newtonien, tous les physiciens ne sont pas en accord avec la signification du temps et d'espace absolus qui prévalait alors. Ainsi, Ernst Mach considérait-il le temps comme un moyen d'exprimer facilement certaines relations entre les phénomènes, à l'instar de Leibniz. Cette façon de voir les choses peut sembler surprenante à la lumière de la physique classique. Pourtant, les développements théoriques de Lorentz jusqu'à nos jours lui donneront, en partie tout du moins, raison.

#### Un temps malléable
Divers problèmes et contradictions amenèrent les physiciens du XIXe siècle à réexaminer la mécanique classique. Poincaré en propose une vue historique d'intérêt dans son ouvrage La Valeur de la Science. En ce qui concerne le temps, l'essentiel du changement intervient avec Albert Einstein, et tout premièrement avec la relativité restreinte. Dans cette théorie, « ce qui se propose en premier, ce sont les phénomènes – et non la mesure – : le temps et l'espace en termes desquels nous représentons ces phénomènes sont construits de manière à permettre une représentation adéquate de ces derniers. »
Pour comprendre le bouleversement conceptuel relatif au temps, il suffit de savoir qu'Einstein entreprend de relier deux théories alors incompatibles, ou tout du moins contradictoires : la mécanique et l'électromagnétisme. La première exprime le principe de relativité, qui est déjà connu (Galilée l'exprimait déjà) ; la seconde stipule notamment que la vitesse de la lumière est constante, indépendamment du mouvement de la source qui l'émet (donc, fondamentalement, non relative). Afin d'unifier ces deux approches, le physicien va non seulement construire mais redéfinir le temps et l'espace (donc les notions de mouvement et de vitesse). Temps et espace, exprimés comme un couple par l'espace de Minkowski, deviennent liés aux propriétés physiques des phénomènes, i.e. des principes explicités ci-avant. Il s'agit là d'une rupture forte avec la mécanique classique, qui faisait prévaloir un temps absolu et immuable. La relativité générale va encore plus loin, tenant compte des phénomènes liés à tous les types de mouvements, et non plus seulement au mouvement inertiel.
Elle montre en effet, via des équations complexes, que l'espace-temps est déformé par la présence de matière, et que cela se manifeste par une force que nous appelons la gravité. Selon Albert Einstein, temps, espace et matière sont intimement liés. Plus encore, elle inverse le point de vue habituel : ce ne sont plus le temps et l'espace qui sont le cadre des phénomènes mettant en jeu la matière, mais les corps qui influent principalement sur le temps et l'espace. Le temps regagne ici une certaine matérialité, ce qu'il avait perdu chez Newton. L'ordre des événements, la succession, est inséparable de la causalité, et plus spécifiquement, des propriétés de la lumière. Kant l'avait déjà vu en partie, mais il croyait que la simultanéité était déterminée par une relation de causalité réciproque[réf. nécessaire]. C'est qu'il pensait en termes de choses, comme le soleil et la terre, non en termes d'événements. De plus, si pour Kant les propriétés du temps étaient liées à une expérience, si elles n'avaient aucune nécessité logique apodictique, il ne s'agissait pas de l'expérience physique, mais de celle de notre propre sens intime, ou plutôt de sa forme a priori[réf. nécessaire]. 
La théorie d'Einstein est certainement non intuitive pour le commun des mortels : un temps qui se dilate ou se raccourcit semble bien irréel. Il est pourtant celui qui permet d'expliquer des phénomènes comme l'avance du périhélie de la planète Mercure ou les lentilles gravitationnelles, tout en étant compatible avec notre observation quotidienne du monde. Le trou noir constitue un exemple spectaculaire des propriétés théoriques du temps relativiste lorsque considéré à des vitesses proches de celle de la lumière.
Le lien entre espace et temps a également pour conséquence que la notion de simultanéité n'est plus absolue : tout dépend de l'observateur. Ce phénomène ne fait pas non plus partie du sens commun, car il n'est visible que si les observateurs se déplacent l'un par rapport à l'autre à des vitesses relativement élevées par rapport à la vitesse de la lumière. De façon générale, la théorie de la relativité nous indique que le temps objectif du physicien n'en est pas moins variable (ce qui se traduit par local en termes d'espace-temps). La mesure du temps est différente d'un référentiel à un autre, quand leurs vitesses respectives sont différentes l'une par rapport à l'autre.

#### L'écoulement du temps relativiste
Les équations des théories physiques considèrent donc aujourd'hui le temps comme relatif. Les équations de la physique sont symétriques par rapport à une translation dans le temps. Le théorème de Noether, établi en 1918, montre que cette propriété implique l'existence d'une quantité, l'énergie, qui se conserve quelles que soient les interactions entre objets. En même temps que de fabuleuses avancées théoriques et pratiques, la relativité a apporté de nouvelles questions quant à la nature intime du temps. Beaucoup ont à voir avec son écoulement, ce qui les rapproche des interrogations usuelles de l'homme.
Savoir si l'écoulement du temps a des extrémités, un début, une fin, est une question qui a motivé de très nombreux scientifiques de tous champs disciplinaires, et qui renvoie bien sûr aux innombrables croyances sur la genèse et la fin du monde. Du point de vue scientifique, de nombreuses observations, interprétées dans le cadre de la théorie de la relativité générale, ont permis d'établir la théorie du Big Bang, selon laquelle l'univers aurait eu un début, où seraient apparus le temps, l'espace et la matière tels qu'on les comprend aujourd'hui. Selon les connaissances actuelles, le temps relativiste aurait commencé il y a environ 13,7 milliards d'années. Le fait que le temps ait eu un début, et que la question « qu'y avait-il avant le début du temps ? » n'ait pas de sens est extrêmement difficile à se représenter. Parmi les observations qui ont permis de confirmer la théorie du Big Bang – dans le sens où cette théorie leur donne une explication cohérente – figurent le décalage vers le rouge du spectre lumineux émis par les étoiles lointaines, ainsi que l'existence d'un rayonnement cosmique provenant de toutes les directions de l'univers, correspondant à un rayonnement du corps noir de température 2,73 kelvins.

#### Le temps cosmique en relativité
Tous ces questionnements posent une question plus large, celle de la définition d'un temps cosmique : le temps général prévalant dans l'Univers, « ultime. » Dans la physique newtonienne, le temps absolu joue pleinement ce rôle ; toutefois, il exclut par son existence même la possibilité de tout phénomène également absolu – i.e. d'échelle cosmique : l'Univers physique – si bien que la définition d'un temps cosmique parce qu'absolu semble aujourd'hui erronée – notamment à la lumière de la relativité générale. La théorie de la relativité, précisément, n'offre pas de modèle préconçu concernant un tel temps cosmique : au cours du XXe siècle, de nombreuses théories cosmologiques ont été proposées. Parmi elles, ce sont les modèles liés à la théorie du Big Bang qui semblent les plus probables, car les plus en accord avec les principes généraux de la relativité. Ce sont également les modèles qui offrent les meilleures formalisations d'un temps cosmique et permettent d'étudier l'évolution de l'Univers : le déroulement du temps y est logique d'après le point de vue humain, car linéaire, unidirectionnel... Pourtant, la définition d'un temps cosmique dans le cadre du Big Bang a apporté une énigme de plus : en « remontant » le cours du temps, il existe une limite infranchissable à ce jour, qu'on appelle le temps de Planck. Avant ce moment de la vie cosmique, les théories actuelles ne tiennent plus et la connaissance ne peut plus être ne serait-ce qu'extrapolée, car la science a besoin d'espace et de temps pour exister. Que peut-elle faire, quels indices logiques peut-elle nous donner, si elle prédit l'écroulement de ses propres fondations ? Un nouveau cadre conceptuel est ici à inventer, si tant est qu'il puisse s'en trouver un.
Une autre interrogation plus riche d'enseignements concerne donc la nature de l'écoulement du temps, depuis le premier moment de son existence (le fameux temps de Planck) : son cours est-il régulier ? Le système newtonien imposait évidemment un temps rigide. La relativité impose tout aussi naturellement un temps élastique, mais on a vu comment cette transformation s'est opérée par une redéfinition conceptuelle complexe, où le temps acquiert un double rôle de référentiel et de substance malléable. Enfin, on peut s'interroger sur le sens de l'écoulement du temps. Intuitivement, nous posons le temps comme unidirectionnel, tel une marche en avant du passé vers le futur. Le langage exprime d'ailleurs les rapports entre les différents moments du temps linéaire avec une grande richesse. Toutefois, de nombreuses lois physiques sont, mathématiquement, réversibles sur la flèche du temps.

### La flèche du temps
Les équations de la physique sont en effet bien souvent symétriques par rapport à une « inversion temps ». C'est le cas de toutes les équations qui décrivent les phénomènes à une échelle microscopique. Ainsi, si on passe l'enregistrement d'une interaction physique se produisant à échelle microscopique, il est impossible de dire si l'enregistrement est passé à l'endroit ou à l'envers.
Pourtant, à l'échelle macroscopique, certains phénomènes ne peuvent évidemment pas se passer à l'envers. Ainsi, un œuf qui tombe par terre et qui se casse, ne rebondira jamais sur la table dans le même état qu'avant sa chute fatale. Un autre exemple peut-être moins trivial mais quotidien est la transmission d'énergie thermique entre corps, laquelle se fait toujours du corps le plus chaud vers le corps le plus froid – jamais l'inverse. La deuxième loi de la thermodynamique, dont l'objet est l'évolution de l'entropie au cours des échanges de chaleur, postule que l'entropie d'un système isolé ne peut qu'augmenter, et donne donc une loi physique non symétrique par rapport au temps. Ludwig Boltzmann a tenté d'expliquer comment des phénomènes réversibles par rapport au temps à l'échelle microscopique peuvent conduire à une flèche du temps évidente à l'échelle macroscopique. Pour cela, il a développé la physique statistique, où les probabilités jouent un rôle très important . L'explication actuelle, portée par la physique quantique, qui étudie les interactions aux plus petites échelles de la matière, repose sur l'idée de complexité. À l'échelle microscopique, les constituants que sont les atomes ont un comportement individuel erratique qu'on peut modéliser fidèlement par voie statistique – jusqu'à approcher la complète certitude pour certaines propriétés. Mais même une simple aiguille de fer contient des milliards de milliards d'atomes : « notre inaptitude à préciser exactement quelle est la configuration microscopique du système ne permet de caractériser celui-ci qu'avec un certain flou. » Lorsque la cohésion d'un tel système est brisée ou seulement modifiée, les interactions des particules entre elles diluent l'information connue dans la complexité incroyablement grande de la dynamique d'évolution du système. Perte d'information, ou par équivalence, croissance du désordre moléculaire, engendrent sur la base de lois réversibles des comportements déterministes à notre échelle de vie. L'entropie est une mesure de ce désordre de la matière, dont la portée a été étendue à d'autres disciplines, notamment en théorie de l'information. Ainsi, la flèche du temps s'appuie sur le cours du temps causal, et introduit l'idée d'orientation pour certains phénomènes.
L'irréversibilité du temps, qui est exactement pour nous la direction de son écoulement, passe donc par la définition d'une orientation générale. Par exemple, « l'entropie apparaît comme indicateur du sens d'évolution [d'une réaction macroscopique] et sa croissance dans le temps mesure le degré d'irréversibilité d'un processus ». À examiner le monde tel qu'il nous est donné, que ce soit par la physique ou par nos sens, flèche du temps et direction semblent cohérents. Les « énergistes » du XIXe siècle pointaient pourtant le manque de bon sens qui caractérisait selon eux l'atomisme et en particulier, la thermodynamique. Il est vrai que la réversibilité à l'échelle microscopique semble aller contre le temps ; mais ils se trompaient en désignant par flèche du temps son cours. Newton n'avait pas fait cette erreur, et sans avoir eu à examiner ce problème, avait déjà compris que le concept de flèche du temps est différent de celui de l'irréversibilité : une loi physique peut bien être réversible sur le papier, les évènements qui en sont l'illustration, qu'ils se produisent à l'endroit ou à l'envers par rapport au temps intuitif (tel l'œuf qui se casse ou se recompose), ces évènements n'en sont pas moins inscrits dans le cours du temps, dans sa progression – ils adviennent. L'idée de remonter le temps, notamment, au sens d'en annuler son déroulement et d'en inverser le cours, est fondamentalement contre-intuitive. La thermodynamique en donne des exemples. Une autre illustration, en physique relativiste, est le cas de la lumière piégée dans un trou noir : elle parcourt une géodésique de l'espace-temps refermée sur elle-même, de sorte que pour elle le temps est figé ou annulé, ou quelque chose de cet ordre ; et on peut imaginer en effet que les photons puissent remonter le cours du temps « sur eux-mêmes ». Mais il ne s'agit-là que de spéculation, pour ne pas dire d'une interprétation erronée ; la pensée scientifique incite à considérer que seule la science-fiction détient le séduisant pouvoir de donner une réalité au voyage temporel dans le passé.
La physique quantique et la thermodynamique nous apprennent que, fondamentalement, le grand mystère de l'Univers semble résider dans ses conditions initiales. En effet, la flèche du temps manifeste, ou porte, sans qu'on ne sache trop bien, l'importance critique des conditions initiales face à l'évolution d'un système, qui du réversible, passe au déterminé à travers le déterminisme chaotique. Ce problème des conditions initiales reste entier, mais suggère de nouvelles et intéressantes pistes de réflexion sur le temps, lesquelles permettront, peut-être ? de dépasser les limites actuelles des modèles théoriques scientifiques et philosophiques, en construisant ou en découvrant un « temps causal unifié ».
Pour l'heure, c'est donc la flèche du temps qui porte le concept moderne de temps, aussi bien en sciences qu'ailleurs. Ainsi, la physique n'impose pas une flèche du temps universelle : la biologie introduit son propre cours immuable des choses, et on peut réfléchir à une flèche du temps psychologique. Et la physique elle-même a mis au jour plusieurs flèches du temps, adaptées à l'un ou l'autre de ses champs disciplinaires : on trouve ainsi pêle-mêle la flèche gravitationnelle, qui voit son expression la plus spectaculaire dans l'effondrement stellaire ; la flèche radiative, qui révèle que toute source radiative est vouée à s'éteindre ; la flèche thermodynamique, explicitée ci-avant ; ou encore la flèche quantique... Nous nous créons intuitivement notre propre flèche du temps, du passé vers le futur, mais il est vrai que nous sommes plus sensibles aux durées qu'à la direction du temps – aussi la science conserve-t-elle un « monopole » de l'étude des flèches temporelles. La diversité de ces modélisations est peut-être un indice de leur imperfection.

## Le temps dans différents domaines de la physique

### Utilisation de la vitesse de la lumière
La vitesse limite ne pouvant être dépassée est (jusqu'à preuve du contraire) égale à c, c'est-à-dire la vitesse de la lumière dans le vide (soit 299 792 458 mètres par seconde), une des constantes de l'univers physique. Cette vitesse intervient directement dans des phénomènes physiques courants, à savoir en l'occurrence la propagation dans le vide des ondes électromagnétiques dont fait partie la lumière ; la propagation de ces ondes dans l'air se faisant à une vitesse légèrement plus faible mais encore proche de c. C'est pourquoi on l'utilise parfois comme unité de référence pour exprimer des vitesses, exprimer ou mesurer des distances très grandes (la distance de la Terre au Soleil est de 150 millions de km ou 8 minutes-lumière). Les mesures exactes de durées et les corrections aux calculs qui s'y rapportent conformément à la théorie de la relativité sont nécessaires au fonctionnement des systèmes de positionnement comme le GPS, à cause de la précision très grande requise sur les mesures de temps sur lesquelles ils reposent (les temps d'arrivée de signaux électromagnétiques de satellites permettant de calculer les distances à ces satellites et donc la position).
Ainsi, la seconde est définie comme égale à 9 192 631 770 périodes de la radiation de transition entre les deux niveaux hyperfins d'énergie de l'état fondamental de l'atome de césium 133 ; elle sert de base à la définition de l'unité d'espace (le mètre, défini comme distance parcourue par la lumière dans le vide en 1/299 792 458 seconde).

### Physique newtonienne et temps linéaire
Voir Physique classique.
Vers 1665, Isaac Newton tira de la chute des corps sous l'influence de la gravité la première formulation claire de physique mathématique du traitement du temps : temps linéaire, conçu comme une horloge universelle.

### Thermodynamique et le paradoxe d'irréversibilité
1812 - Fourier publie sa Théorie analytique de la chaleur.
1824 - Sadi Carnot analysa scientifiquement le moteur à vapeur.
1re loi de la thermodynamique - ou loi de conservation de l'énergie.
2e loi de la thermodynamique - la loi d'entropie (1850 - Clausius).
{\displaystyle E=...} (énergie thermique)
{\displaystyle ds=...}
{\displaystyle {\frac {\partial T}{\partial t}}={\frac {\partial ^{2}T}{\partial x^{2}}}}.
Les équations thermodynamiques, et en particulier la notion d'entropie, donnent au temps un sens, en introduisant la nécessité de l'irréversibilité. L'entropie d'un système isolé ne peut être que croissante au cours du temps.

### La physique d'Einstein et le temps
En 1875, Lorentz découvrit la transformation de Lorentz, découverte aussi en 1887 par W. Voigt, dont on se sert dans la théorie de la relativité restreinte d'Einstein publiée en 1905, au lieu des équations de transformation de Galilée. Cette théorie est basée sur le postulat que la vitesse de la lumière est la même quel que soit le référentiel d'inertie à partir duquel on la calcule.
La théorie de la relativité d'Einstein utilise la géométrie de Riemann, qui emploie le tenseur métrique décrivant l'espace de Minkowski : {\displaystyle [(dx_{1})^{2}+(dx_{2})^{2}+(dx_{3})^{2}-c^{2}(dt)^{2})]}, pour développer une solution géométrique à la transformation de Lorentz qui préserve les équations de Maxwell. 
La théorie d'Einstein est basée sur l'hypothèse que tous les référentiels d'inertie sont équivalents en ce qui concerne toutes les lois de la physique. Sa théorie, simple et élégante, montre que la mesure du temps est différente d'un référentiel d'inertie à l'autre, c'est-à-dire qu'il n'existe pas de temps universel et unique. Chaque référentiel d'inertie possède sa propre mesure du temps.

### Physique quantique et temps
Voir aussi Mécanique quantique.
L'une des inégalités de Heisenberg, {\displaystyle {\Delta }E\,\cdot \,{\Delta }t\ {\geq }\ {\frac {\hbar }{2}}} , lie l'incertitude sur le temps de vie d'un système quantique et la mesure de son énergie. Pour simplifier, plus on connaît l'énergie d'une particule avec précision, moins on sait la situer dans le temps, et plus on en sait sur sa position dans le temps, moins on connaît son énergie. Cette inégalité peut avoir des conséquences remarquables, notamment en physique des particules : les interactions entre particules, assimilables (en première approximation) à des chocs, sont si brèves que l'incertitude sur l'énergie échangée est très grande. En fait, le terme incertitude est lui-même impropre, voir à ce sujet l'article concernant le principe d'incertitude. Or, comme d'après la célèbre équation E=mc2, la masse est liée à l'énergie en jeu, de nouvelles particules peuvent apparaître de cette énergie qui, d'un point de vue extérieur, semblent venir de nulle part.

#### Représentation du temps sous une forme «imaginaire» au sens mathématique
Certains problèmes de physique quantique peuvent être résolus en représentant le temps sous forme imaginaire, le mot « imaginaire » ayant ici un sens très précis, celui que lui donnent les mathématiques, dans les nombres complexes.
En particulier, pour décrire ce qui s'est passé quelques instants après le Big bang, le temps imaginaire est une des solutions proposées par Stephen Hawking.

### Systèmes dynamiques
Voir Théorie des systèmes dynamiques et Théorie du chaos, Système dissipatif.
On pourrait dire que le temps est la paramétrisation d'un système dynamique qui permet de révéler et d'agir sur la géométrie du système. Il a été affirmé que le temps est une conséquence implicite du chaos (c'est-à-dire sa non-linéarité/ son irréversibilité) : le temps caractéristique, d'un système. Benoit Mandelbrot introduit le temps intrinsèque.